# 앨릭스 브루스
앨릭스 스티븐 브루스(Alex Stephen Bruce, 1984년 9월 28일 ~ )는 북아일랜드의 전 축구 선수이다.
아버지는 스티브 브루스이다. 2017 시즌이 끝난 후 트위터로 방출 통보를 받고 알려줘서 고마워 라는 트위터를 남겼다.